# هربرت إس. دوفي
هربرت إس. دوفي (بالإنجليزية: Herbert S. Duffy)‏ هو محامي وسياسي أمريكي، ولد في 25 فبراير 1900 في نيو لكسينغتون في الولايات المتحدة، وتوفي في 29 فبراير 1956 في كولومبوس في الولايات المتحدة. نشط حزبياً في الحزب الديمقراطي.